# Xã Motley, Quận Morrison, Minnesota
Xã Motley (tiếng Anh: Motley Township) là một xã thuộc quận Morrison, tiểu bang Minnesota, Hoa Kỳ. Năm 2010, dân số của xã này là 202 người.